# 第56独立親衛空中襲撃旅団 (ロシア陸軍)
第56独立親衛空中襲撃旅団（56-я отдельная гвардейская десантно-штурмовая бригада；略称56 гв.одшбр）は、かつて存在したロシア空挺軍の旅団級空挺部隊である。2021年12月には第7親衛空挺師団の第56親衛空中襲撃連隊に改編された。

## 歴史
第16親衛空挺師団（第106親衛狙撃師団）中の第351親衛狙撃連隊を母体とする。

### 第二次世界大戦
- 1943年6月11日：モスクワ軍管区において、第7独立親衛空挺旅団編成。第4ウクライナ戦線に配属
- 1943年12月：モスクワ軍管区に配属
- 1944年1月15日：第4、第7、第17独立親衛空挺旅団に基づき、第16親衛空挺師団編成
- 1944年8月：モギリョフ州スタールィエ・ドローギに移り、第38親衛空挺軍団に編入
- 1944年10月：第38親衛空挺軍団が独立親衛空挺軍に編入
- 1944年12月：独立親衛空挺軍が第9親衛軍に改編され、第16親衛空挺師団も第106親衛狙撃師団に改編された。
- 1945年3月～4月：ウィーン攻勢に参加。3月29日、ブダペスト南西部の敵撃破とモル市奪取の功績に対して、師団に二等クトゥーゾフ勲章授与。4月26日、ウィーン奪取の功績に対して、師団に赤旗勲章授与
- 1945年5月：プラハ攻勢作戦に参加

### 戦後
- 1945年5月～1946年1月：ブダペスト南部に駐屯
- 1946年6月：第106親衛狙撃師団が第106親衛空挺師団に改編
- 1946年7月：ツーラに駐屯
- 1947年12月3日：師団に親衛軍旗授与
- 1956年：師団が空挺軍司令官直轄部隊となる。
- 1955年：クタイシ市近郊で空挺降下実施
- 1957年：ユーゴスラビアとインドの軍事代表団のために模範空挺降下演習を実施
- 1960年6月～11月：第351パラシュート降下連隊は、第106師団の編成から外され、第105親衛空挺師団に編入された。
- 1961年：タシケント地震に災害派遣
- 1974年：トルケスタン軍管区の演習に参加し、空挺降下を実施
- 1979年8月～12月：第105親衛空挺師団が解散され、第351親衛パラシュート降下連隊に基づき、第56独立親衛空中襲撃旅団編成

### アフガニスタン侵攻
- 1979年12月：旅団は、ウズベク・ソビエト社会主義共和国のテルメーズに移動し、第40軍に編入。12月25日、第4大隊がサラング峠の守備に回り、第1、第2大隊がヘリでクンドゥスに機動した。
- 1980年1月：全旅団が投入され、クンドゥスに駐屯
- 1981年12月～1988年5月：ガルデスに駐屯
- 1984年：トルケスタン軍管区の持ち回り赤旗が授与される。
- 1986年：一等祖国勲章授与
- 1987年12月～1988年1月：「マギストラリ」（幹線）作戦に参加
- 1988年4月：「バリエル」（バリアー）作戦に参加
- 1988年5月：トルクメン・ソビエト社会主義共和国のイオロタニ市に撤収

アフガン戦争中、旅団からはソ連邦英雄S.コズロフ上級中尉が輩出した。

### ソ連末期
- 1989年末：第56独立親衛空挺旅団に改編
- 1990年1月：ナゴルノ・カラバフ自治州における非常事態布告と関連して、バクーに派遣
- 1990年2月：駐屯地に復帰
- 1990年3月～8月：ウズベキスタンとキルギスの都市の秩序維持に投入

### ロシア連邦
- 1992年：ソ連崩壊に伴い、ロストフ州ヴォルゴドンスク郊外のポドゴルィに移動
- 1992年：国防省の持ち回り軍旗を授与
- 1994年12月～1996年10月：混成大隊を第1次チェチェン戦争に派遣
- 1995年12月26日：旅団は、ロシア空挺軍から外され、北カフカーズ軍管区直轄部隊となる。
- 1997年：旅団は第56親衛空中襲撃連隊に改編され、第20親衛自動車化狙撃師団に配属された。
- 1998年7月：ヴォルゴグラード州カムィシンに移動
- 1999年8月：第20親衛自動車化狙撃師団の増強のため、空中襲撃支隊をダゲスタンに派遣
- 1999年12月：ロシア国境軍と共に、ロシア・グルジア国境の警備に就く。
- 2009年5月1日：再度第56独立親衛空中襲撃旅団に改編される。
- 2013年11月：再び空挺軍の隷下とされた[1]。
- 2021年12月1日：クリミアのフェオドシヤに移動し第7親衛空挺師団の第56親衛空中襲撃連隊に改編された[2]。
- 2022年ロシアのウクライナ侵攻に参加。
- 2023年9月20日：ウクライナ空中機動軍第82独立空中強襲旅団と戦闘を行う

ロシア連邦時代、旅団からは3人のロシア連邦英雄が輩出している。

## 編制
- パラシュート降下大隊
- 2個空中襲撃大隊
- 迫撃砲中隊
- 高射ミサイル大隊
- 対戦車中隊
- 偵察中隊
- 通信中隊
- 工兵中隊
- 降下保障中隊
- 自動車中隊
- 衛生中隊
- 修理中隊
- 物資保障中隊
- 放射線・化学・生物学防護中隊
- 統制小隊：砲兵部長の指揮
- 警備小隊